# Trường Hòa
Trường Hòa là một xã thuộc thị xã Hòa Thành, tỉnh Tây Ninh, Việt Nam.

## Địa lý
Xã Trường Hòa nằm ở phía bắc thị xã Hòa Thành, có vị trí địa lý:
- Phía đông, bắc, tây bắc giáp huyện Dương Minh Châu
- Phía tây giáp phường Long Thành Bắc và xã Trường Tây
- Phía nam giáp xã Trường Đông.

Xã Trường Hòa có diện tích 18,10 km², dân số năm 2019 là 12.062 người, mật độ dân số đạt 666 người/km².

## Hành chính
Xã Trường Hòa được chia thành 4 ấp: Trường Cửu, Trường Thiện, Trường Thọ, Trường Xuân.

## Lịch sử
Sau năm 1975, Trường Hòa là một xã thuộc huyện Hòa Thành.
Năm 1979, tách 4 thôn: Trường Lưu, Trường Phú, Trường Đức, Trường Ân của xã Trường Hòa để thành lập xã Trường Đông; tách 4 thôn: Trường Phước, Trường Lộc, Trường Huệ, Trường An của xã Trường Hòa để thành lập xã Trường Tây. Xã Trường Hòa còn lại 4 thôn: Trường Thọ, Trường Cửu, Trường Xuân, Trường Thiện.
Ngày 1 tháng 2 năm 2020, thành lập thị xã Hòa Thành trên cơ sở toàn bộ diện tích và dân số của huyện Hòa Thành. Xã Trường Hòa thuộc thị xã Hòa Thành.